# سارة نيميتز
سارة نيميتز (بالإنجليزية: Sara Niemietz)‏ (ولد في 7 يونيو 1992) هي مغنية أمريكية وشاعرة وممثلة ومقرها في لوس انجليس، كاليفورنيا. قدمت عرض غناء في برودواي، في راديو سيتي ميوزيك هول، وغراند أول أوبري. جزء كبير من عروضها تقدم على منصة يوتيوب وهي عبارة عن مقاطع فيديو موسيقية حية وقد تجاوزت قناتها 25 مليون مشاهدة.

## روابط خارجية
- سارة نيميتز على موقع IMDb (الإنجليزية)
- سارة نيميتز على موقع روتن توميتوز (الإنجليزية)
- سارة نيميتز على موقع ميوزك برينز (الإنجليزية)
- سارة نيميتز على موقع تيرنر كلاسيك موفيز (الإنجليزية)
- سارة نيميتز على موقع قاعدة بيانات برودواي على الإنترنت (الإنجليزية)
- سارة نيميتز على موقع أول ميوزيك (الإنجليزية)
- سارة نيميتز على موقع ديسكوغز (الإنجليزية)
- الموقع الرسمي
- قناة يوتيوب